# 叶县
叶县是中华人民共和国河南省平顶山市下辖的一个县。叶县有兩萬多少數民族人口（超過总人口的2%）、37個少數民族聚居村，是河南蒙古族的主要聚居地之一。縣人民政府駐九龍街道。
叶县地下有丰富的矿产资源，盐。叶县本地的小吃有米线、烩面（叶县烩面、方城烩面）和本地牛肉。

## 历史沿革

### 古代
叶县地域原属应国，春秋时期为楚国所灭。周简王十年（前576年)楚公子申迁许于叶，周景王十二年（前533年）楚公子弃疾迁许于城父，周景王十五年（前530年）复迁许于叶，五年后再次迁走。周景王二十一年（前524年），楚封沈诸梁于叶邑，号为“叶公”(葉音讀作"攝")。叶公曾问政于孔子，也是成语叶公好龙典故中的主人公。战国时期，今叶县北部为魏国领土，南部为楚国领土，后为韩国。秦朝统一后，今叶县分属颍川郡昆阳县和南阳郡叶县。
汉朝时，今叶县分属豫州颍川郡昆阳县和荆州南阳郡叶县，昆阳之战便发生在今叶县境内。西晋时分属豫州襄城郡昆阳县和荆州南阳国叶县。东晋咸康二年（336年），昆阳复属颖川郡。南朝宋元嘉二十六年(449年），叶县属雍州南阳郡，大明元年（457年），废叶县，北魏复置，太和十三年（489年），于叶地置郢州，后改南中府，叶县属之，十八年（494年）又于叶县南部置建城郡。孝昌二年（526年）于叶县置襄州，叶县属之；永安元年（528年）于昆阳置汉广郡，昆阳县属之。东魏天平元年（534年），废南中府，置南安郡，属襄州，领有南安、南舞、叶、南定四县。538年以后，西魏两次夺得襄州，叶县属建州南安郡；549年，襄州再次被东魏夺回，遂改南安郡为定南郡。北齐时，叶县属襄州，省昆阳置汝坟县。北周灭北齐后，叶县属南襄城郡。
隋开皇三年（583年），今叶县分属许州汝坟县和叶县，均属豫州颖川郡，开皇末年叶县一度更名为澧水县，大業初年废定南县入叶县。。唐武德四年（621年），于叶县置叶州，次年废，叶县属北澧州，八年（634年）改属鲁州，不久再属许州；开元四年（716年）置仙州，辖叶、襄城、方城、西平、舞阳五县，二十六年废（739年），叶县属河南道汝州临汝郡；大历四年（796年），复置仙州，又于叶县境内析置仙凫县，次年仙州、仙凫惧废，叶县仍属汝州。汝墳县属汝州，貞觀元年（627年）废。五代时，叶县先属许州，后属汝州。宋朝时，叶县属京西北路汝州，梅尧臣曾知叶县事，黄庭坚曾任叶县尉。北宋灭亡后为伪齐统治，后为金朝统治，泰和八年（1208年）属南京路裕州。
元朝初年，叶县行随州事，就置昆阳为属邑。至元三年（1266年），罢裕州，合併昆阳、舞阳二县入叶县，之後復置舞阳县。叶县属汴梁路南阳府裕州，至元二十七年（1290年）设中书省后，叶县属河南江北行中书省南阳府裕州。明朝叶县属河南布政使司南阳府裕州。清朝叶县属河南省南阳府。。叶县地处河南腹地，大顺、白莲教、捻军、太平军等军都曾经过此地或在此地作战。
新唐书对叶县评价为紧，宋史评价为上，元史评价为下，清史稿评价为冲。

## 行政区划
叶县下辖3个街道办事处、10个镇、5个乡、1个民族乡：
九龙街道、昆阳街道、盐都街道、任店镇、保安镇、仙台镇、遵化店镇、叶邑镇、廉村镇、常村镇、辛店镇、洪庄杨镇、龚店镇、龙泉镇、夏李乡、马庄回族乡、田庄乡、水寨乡和邓李乡。

## 人口
根據第七次人口普查數據，截至2020年11月1日零時，葉縣常住人口702345人。

## 地理
| 叶县(1981−2010)      | 叶县(1981−2010) | 叶县(1981−2010) | 叶县(1981−2010) | 叶县(1981−2010) | 叶县(1981−2010) | 叶县(1981−2010) | 叶县(1981−2010) | 叶县(1981−2010) | 叶县(1981−2010) | 叶县(1981−2010) | 叶县(1981−2010) | 叶县(1981−2010) | 叶县(1981−2010) |
| 月份                 | 1月             | 2月             | 3月             | 4月             | 5月             | 6月             | 7月             | 8月             | 9月             | 10月            | 11月            | 12月            | 全年            |
| -------------------- | --------------- | --------------- | --------------- | --------------- | --------------- | --------------- | --------------- | --------------- | --------------- | --------------- | --------------- | --------------- | --------------- |
| 平均高温 °C（°F）    | 6.5 (43.7)      | 9.6 (49.3)      | 14.6 (58.3)     | 21.6 (70.9)     | 27.2 (81.0)     | 31.8 (89.2)     | 31.8 (89.2)     | 30.3 (86.5)     | 26.9 (80.4)     | 22.0 (71.6)     | 15.0 (59.0)     | 8.7 (47.7)      | 20.5 (68.9)     |
| 日均气温 °C（°F）    | 1.3 (34.3)      | 3.9 (39.0)      | 8.8 (47.8)      | 15.9 (60.6)     | 21.1 (70.0)     | 25.9 (78.6)     | 27.2 (81.0)     | 25.8 (78.4)     | 21.4 (70.5)     | 16.0 (60.8)     | 9.1 (48.4)      | 3.3 (37.9)      | 15.0 (58.9)     |
| 平均低温 °C（°F）    | −3.0 (26.6)     | −0.8 (30.6)     | 3.7 (38.7)      | 9.9 (49.8)      | 15.3 (59.5)     | 20.6 (69.1)     | 23.3 (73.9)     | 22.2 (72.0)     | 17.1 (62.8)     | 11.3 (52.3)     | 4.4 (39.9)      | −1.0 (30.2)     | 10.3 (50.4)     |
| 平均降水量 mm（）    | 13.2 (0.52)     | 16.5 (0.65)     | 36.2 (1.43)     | 39.1 (1.54)     | 87.8 (3.46)     | 107.3 (4.22)    | 206.1 (8.11)    | 164.1 (6.46)    | 80.3 (3.16)     | 51.2 (2.02)     | 31.9 (1.26)     | 13.5 (0.53)     | 847.2 (33.36)   |
| 平均相對濕度（％）   | 65              | 66              | 69              | 70              | 70              | 68              | 80              | 84              | 78              | 71              | 69              | 65              | 71              |
| 来源：中国气象数据网 |                 |                 |                 |                 |                 |                 |                 |                 |                 |                 |                 |                 |                 |

## 交通

### 公路
- 许广高速、 宁洛高速、 兰南高速、 234国道、 311国道过境。平宜国家高速已入规划[26][27][28]。

### 铁路
- 平舞铁路在叶县内设有叶县站、仙台站等站。已于2017年8月22日停办客运[29]。

## 文化

### 县志
叶县古代共编有七部县志。

| 1. 嘉靖二十一年（1542年），知县邵宓主修、致仕南京太常寺卿牛凤编纂； 2. 万历二十年（1592年），知县高文登主修、王邦静编纂； 3. 顺治十六年（1659年），知县刘应试主修、编纂； 4. 康熙二十九年（1690年），知县吕柳文主修、牛天枢编纂； | 1. 康熙五十八年（1779年)，知县崔赫及魏尚信增修； 2. 乾隆十一年（1746年)，知县石其灝主修、程沐编纂； 3. 同治十年（1871年），知县欧阳霖主修，仓景恬、胡廷桢编纂，光绪二十二年（1896年）知县余钺重刊.相较于前六部内容最详实、编排体例严格、编修质量较高。 |

### 文物景区
| - 叶邑故城：全国重点文物保护单位（第六批第145项，编号Ⅰ－145，周，古遗址类） - 叶县县衙：全国重点文物保护单位（第六批第637项，编号Ⅲ－340，明至清，古建筑类）、河南省文物保护单位（第三批第94项，清） - 黄庭坚幽兰赋碑：河南省文物保护单位（第一批第114项，清翻刻，石刻及其他类） - 浦城店遗址：河南省文物保护单位（第一批第163项，新石器时代，古文化遗址类） - 昆阳城：河南省文物保护单位（第一批第221项，汉代，古文化遗址类） - 叶县文庙：河南省文物保护单位（第三批第85项，明至清） | - 孙家岗遗址：河南省文物保护单位（第三批第144项，新石器时代） - 龙泉澧河石桥：河南省文物保护单位（第四批第54项，明，古建筑类） - 文集遗址：河南省文物保护单位（第四批第142项，新石器时代，古遗址类） - 真武庙大殿：河南省文物保护单位（第五批第138项，清，古建筑类） - 古城遗址：河南省文物保护单位（第五批第221项，战国，古遗址类） - 叶县楚长城遗址(含烽火台)：河南省文物保护单位（第六批第4项，战国） - 叶陂（西陂）遗址：河南省文物保护单位（第七批第254项，东周，古遗址类） |

名人：
- 陳德容： 中华民国臺灣知名女演員